# Deviation (band)
Deviation is een poppunk band uit Utrecht, die in 2004 werd opgericht.

## Groepsbezetting
- Thijs, zang en gitaar
- Paul, gitaar
- Leon, basgitaar
- Jurriaan, drums

## Ontstaan
Deviation is opgericht in 2004, toen leden Thijs, Jurriaan, Leon en Andrew afzonderlijk van elkaar een bericht kregen van ene John, met het verzoek zich te melden op een locatie ergens in het midden van het land. Alle vier gingen ze hierop in. John kwam zelf niet naar de afgesproken plaats, maar er ontstond wel een gesprek tussen de vier. Dit was de basis voor een nieuwe band.
Als bandnaam werd eerst gekozen voor ‘De-via-John-band’, maar gezien de Engelstalige songs van het kwartet werd die naam al snel verbasterd tot het Engelse Deviation.
In 2007 was daar het eerste tastbare resultaat van de band: de split-single ‘It’s only getting better’. In september 2008 is de ep A gentlemen’s agreement uitgebracht.
LiveXS riep Deviation in 2009 uit tot Local Hero, wat als gevolg had dat Deviation in o.a. Paradiso, de Melkweg, het Paard en Luxor Live stond. Zij verzorgden de support voor verschillende buitenlandse acts zoals Forever the sickest kids (USA), Attack!Attack! (UK) en Everlife (USA).
In december 2009 ging Deviation de studio in om hun nieuwe ep op te nemen met producer Arno Krabman.
Deze nieuwe ep getiteld Tell It Like It Is (verzonnen door een Australische fan) is op 18 september 2010 uitgekomen.

## Discografie
Ep's
- It's Only Getting Better (2007)
- A Gentlemen's Agreement (2008)
- Tell It Like It is (2010)